# Navio-escola

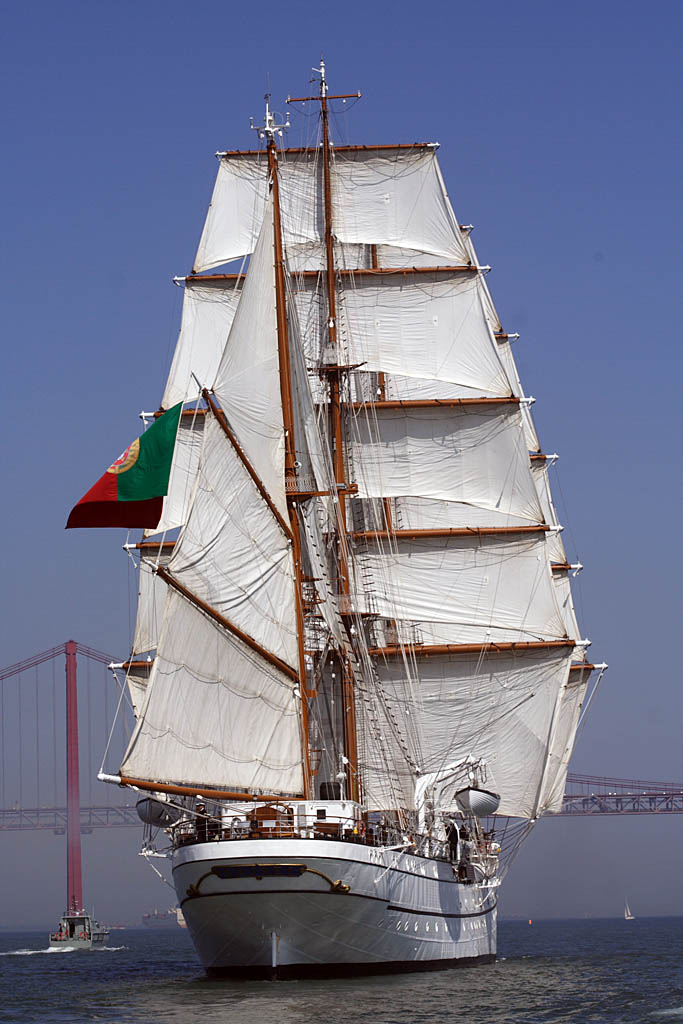
.

Um navio-escola é um navio utilizado para instrução de marinharia para aspirantes a oficiais das diversas academias ou escolas de marinha mercante ou de guerra. Pode tratar-se de uma antiga embarcação, reformada e adaptada para esse fim, ou uma nova, especialmente projetada e construída. Neste último caso muitas vezes constituiu-se numa réplica de uma embarcação tradicional ou histórica.